# Parque nacional Río Dulce
El parque nacional Río Dulce está situado en el departamento de Izabal en Guatemala. El parque cubre una superficie de 130 km² junto a las orillas del río Dulce y El Golfete.